# Rangen
Rangen é uma comuna francesa na região administrativa de Grande Leste, no departamento Baixo Reno. Estende-se por uma área de 1,66 km². Em 2010 a comuna tinha 196 habitantes (densidade: 118,1 hab./km²).